# Toronto Transit Commission
Toronto Transit Commission (kurz: TTC) ist ein Verkehrsunternehmen für den Öffentlichen Personennahverkehr der Stadt Toronto in Kanada. Im Stadtgebiet und im Übergangsbereich zur Greater Toronto Area betreibt Toronto Transit Commission den Busverkehr, die Toronto Subway, die Straßenbahn Toronto sowie Wheel-Trans, den Behindertenfahrdienst (Paratransit) mit Rufbussen.
Toronto Transit Commission ist ein öffentliches Unternehmen als städtischer Eigenbetrieb in der Rechtsform einer Municipal Agency. Gegründet wurde TTC 1954; es ging aus der Toronto Transportation Commission aus dem Jahr 1921 hervor. Die Ursprünge von privat betriebenen Verkehrsunternehmen gehen auf das Jahr 1849 mit der Williams Omnibus Bus Line zurück.
2007 beförderte TTC täglich 1,5 Millionen Passagiere und rund 459.769.000 in der Summe für das komplette Jahr. Im Durchschnitt nutzten 49 % aller Fahrgäste die Busse, 37 % die U-Bahnen und 13 % die Straßenbahnen.

## Geschichte
Die ersten privat betriebenen Nahverkehrsverbindungen wurden im Jahr 1850 bedient. Einige Jahre später wurden einige Routen direkt durch die Stadt betrieben. 1921 wurde die Toronto Transportation Commission (TTC) gegründet.
Die Toronto Transit Commission wurde am 1. Januar 1954 gegründet.:22 Sie hält die exklusive Konzession, im Stadtgebiet ein innerstädtisches ÖPNV-System zu besitzen und zu betreiben.:28
1954 eröffnete die TTC die erste U-Bahn-Strecke, die weiter ausgebaut und verlängert wurde, um auch Vororte mit der Innenstadt zu verbinden.
Von 1927 bis 1990 gehörte das für Fernbus- und Gelegenheitsverkehre gegründete Busunternehmen Gray Coach zur TTC. Das 1931 von ihm erbaute und 2021 geschlossene Fernbusterminal Toronto Coach Terminal gehörte nach dem Verkauf der Gray Coach von 1990 bis 2021 über die Gesellschaft Toronto Coach Terminal Inc. der TTC.:28

## Organisation

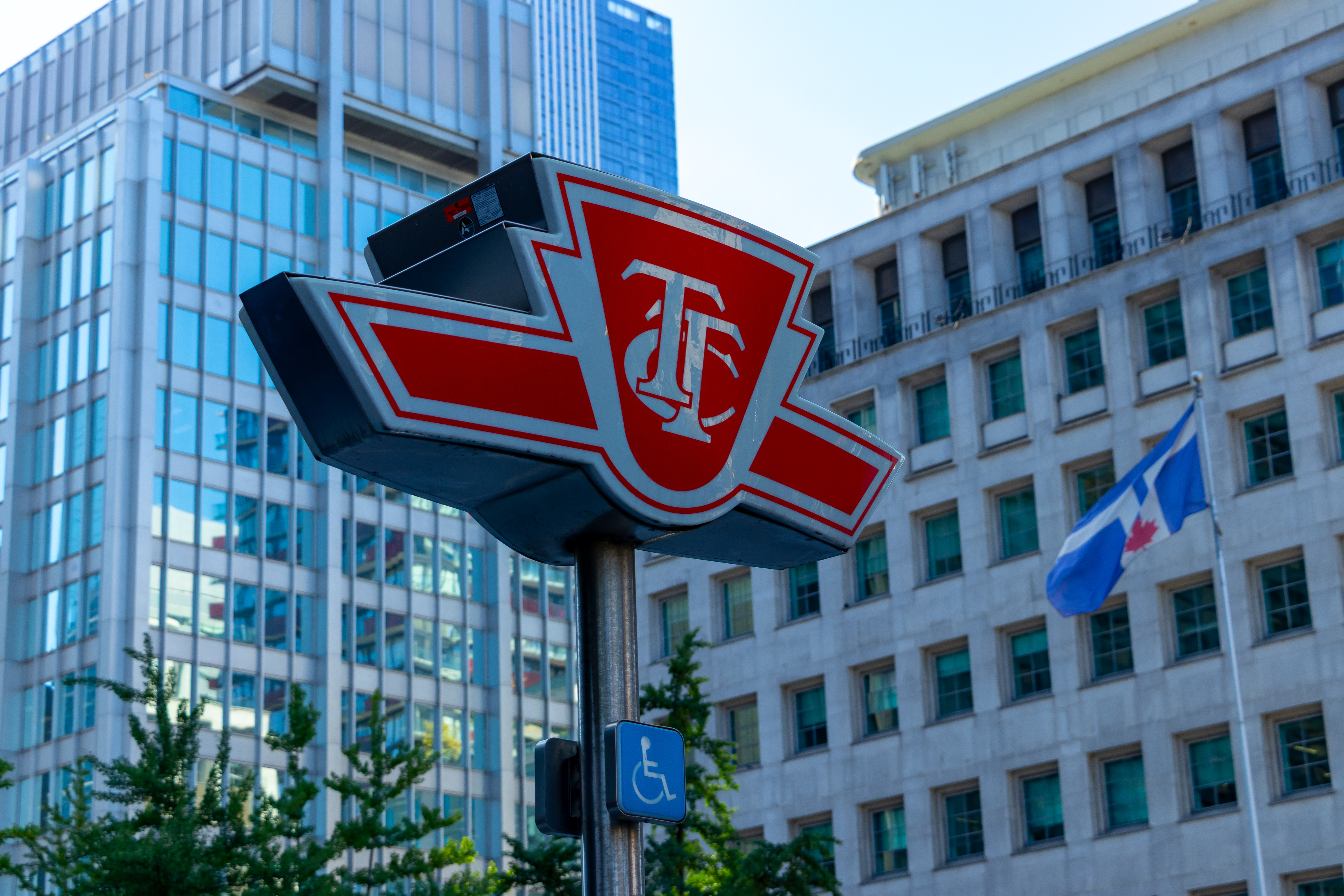
Schild mit TTC-Logo im öffentlichen Straßenraum an der Osgoode Station

Die TTC-Zentrale befindet sich auf der Yonge Street 1900 in Höhe der Davisville Avenue. Das Bürogebäude ist auch unter dem Namen William C. McBrien Building bekannt, das im Jahr 1957 fertiggestellt wurde. Die TTC verfügt zudem über mehrere Betriebshöfe und Werkstätten, die sich auf mehrere Standorte verteilen.

## Fahrzeugflotte

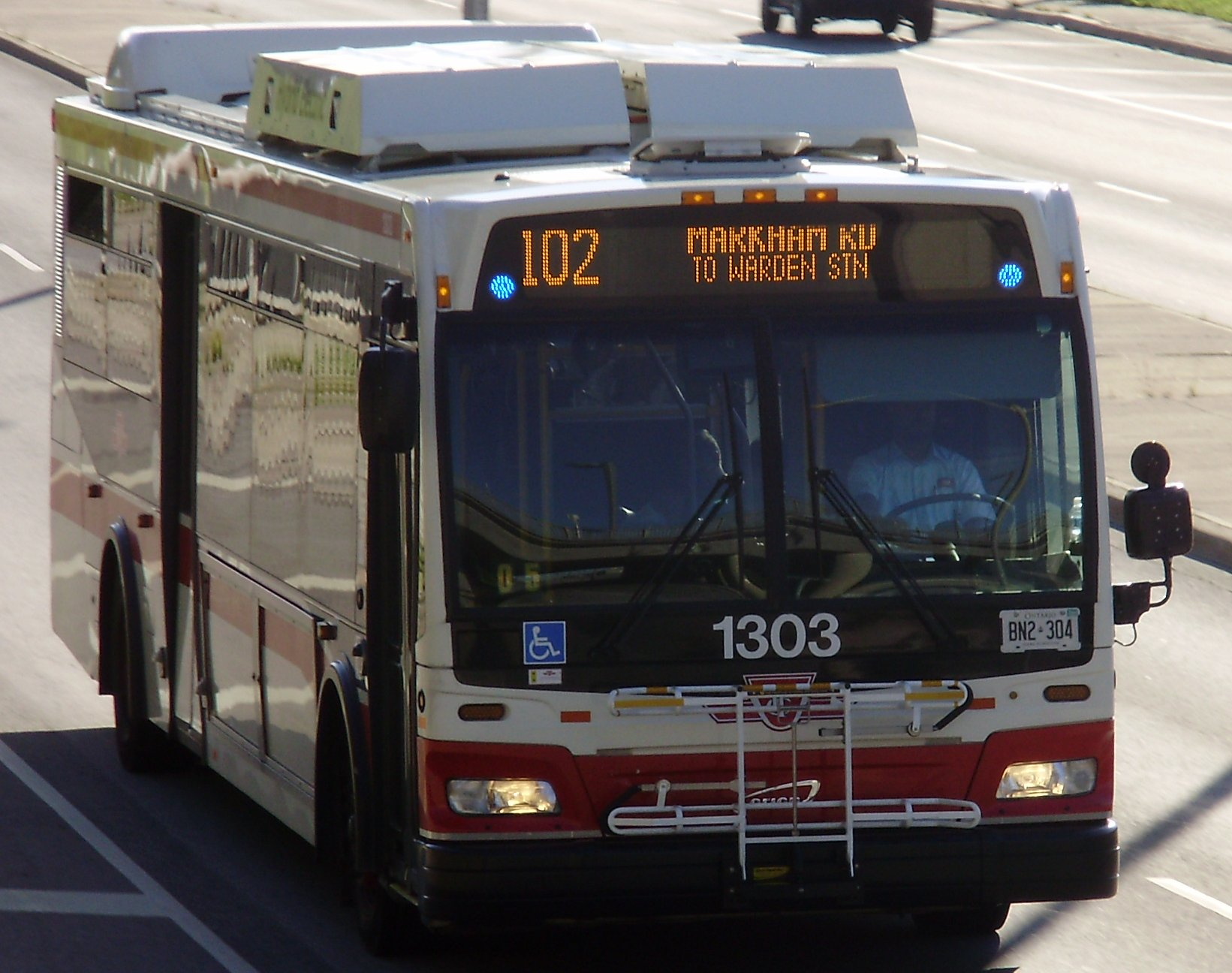
Ein TTC Orion VII Bus, Linie 102, Markham Rd. Route

### Busse
Heute bilden die größte Einheit an Fahrzeugen bei der TTC die Busse. Vor 1960 spielten diese jedoch eine untergeordnete Rolle im Vergleich zu den Straßenbahnen. Der reguläre Busbetrieb wurde 1921 eingeführt und war sehr wichtig für die Orte und Vororte in Toronto, die nicht mit den Straßenbahnwagen angefahren werden konnten. Man betrieb zwar ab 1920 versuchsweise Trolleybusse, diese wurden jedoch dann durch Busse mit Verbrennungsmotoren ersetzt. Die letzten Trolleybus-Verbindungen wurden zwischen 1991 und 1993 umgestellt. Die Busse wurden später durch neue moderne Orion VII hybrid electric Niederflurbusse ersetzt. TTC bestellte kurz darauf weitere Busse dieser Art, was zu einem Gesamtbestand von 500 Fahrzeugen führte. Damit rückte Toronto näher zum zweiten Rang, dem Verkehrsbetrieb von New York City, die baugleiche Busse betrieben. 2001–2006 bestellte TTC weitere Orion VIIs, die sich nur geringfügig von den vorhergehenden unterschieden. Ab 2007 wurde der Fuhrpark teilweise modernisiert. Die älteren Busse, die 1991 noch in Betrieb waren, wurden durch neuere modernere Busse ersetzt. Diese verfügen über ein moderneres Design und Technologie. Die nächste größere Modernisierung der Fahrzeugflotte war für das Jahr 2012 vorgesehen. Mit der Fahrzeugflotte gehört die Toronto Transit Commission zum drittgrößten Stadtbusbetreiber in Nordamerika, nach New York City und Los Angeles.

### Toronto Subway

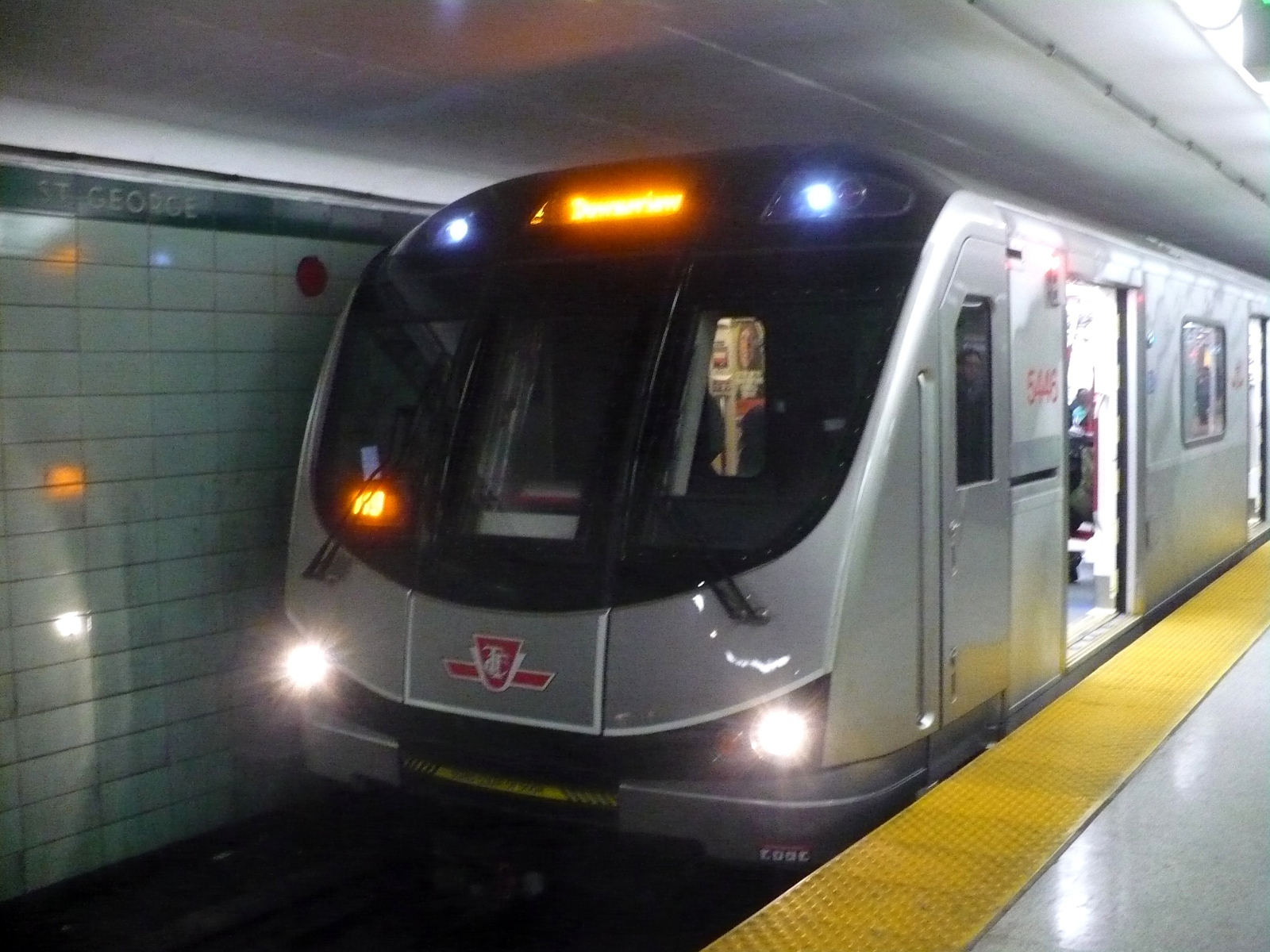
U-Bahn-Zug der TTC

Die Toronto Subway besteht aus drei Hauptverbindungen. Das von der städtischen Verkehrsgesellschaft Toronto Transit Commission (TTC) betriebene Netz hat eine Streckenlänge von 76,9 Kilometern und umfasst 75 Stationen. Die Yonge-University-Linie ist die längste Verbindung, die im Jahr 1954 eröffnet und zuletzt 2017 verlängert wurde, verfügt über 38 Stationen. Die zweite Verbindung ist die Bloor-Danforth-Linie, eine Ost-West-Verbindung, die 1966 eröffnet und zuletzt 1980 verlängert wurde. Am östlichen Endpunkt der Bloor-Danforth-Linie schloss sich von 1984 bis 2023 die Scarborough-Linie an, die nach McCowan im Stadtteil Scarborough führte und sich in technischer Hinsicht von den übrigen Linien unterschied. Die dritte Verbindung stellt die 2002 eröffnete Sheppard-Linie dar. Diese Strecke unter der Sheppard Avenue verbindet Don Mills mit Sheppard-Yonge, wo zur Yonge-University-Linie umgestiegen werden kann.
Das Streckennetz wird von 878 Fahrzeugen befahren, diese sind meist zu 4- oder 6-Wagen-Zügen zusammengekuppelt. Ab 2010 liefert Bombardier einen neuen Wagentyp auf der Fahrzeugplattform Bombardier Movia aus, den Toronto Rocket. Die Züge verkehren täglich zwischen 6 Uhr früh bis 1:30 Uhr in der früh am nächsten Tag. Sonntags fahren die Züge erst um 9 Uhr vormittags bis zum Betriebsschluss. In den nächtlichen Ruhepausen sind die U-Bahnen und die Tunnelstationen geschlossen. In der Nacht werden zumeist Reinigungs- und Reparaturarbeiten durchgeführt. Als Ersatzverkehr für die Bahnen dienen Nachtbusse, die die ganze Nacht durchfahren.
Zwei Stadtbahnlinien sind im Bau, die Teil der Toronto Subway werden. Die Eglinton-Linie wird entlang der Eglinton Avenue zwischen der Kennedy Station im Osten der Stadt und Mount Dennis im Westen der Stadt. Die Hälfte der Eglinton-Linie wird unterirdisch verlaufen. Die Finch-West-Linie wird entlang der Finch Avenue West zwischen der Finch West Station und Humber College (in der Nähe von Mississauga).
Zwei Verlängerungen von U-Bahn-Linien sind in Planung. Eine Verlängerung der Bloor-Danforth-Linie würde östlich von der Kennedy Station über den Scarborough Town Centre bis zur Sheppard Avenue East führen. Eine Verlängerung der Yonge-University-Linie würde nördlich bis zum Richmond Hill Centre Transit Terminal Richmond Hill in der Nähe des Highway 7 führen.
Eine andere U-Bahn-Linie, die Ontario-Linie, ist in Planung. Diese Linie wird von der Science Centre Station an der Eglinton-Linie bis zum Exhibition Place fahren. Auf der Ontario-Linie werden fahrerlose Züge eingesetzt.

### Straßenbahn

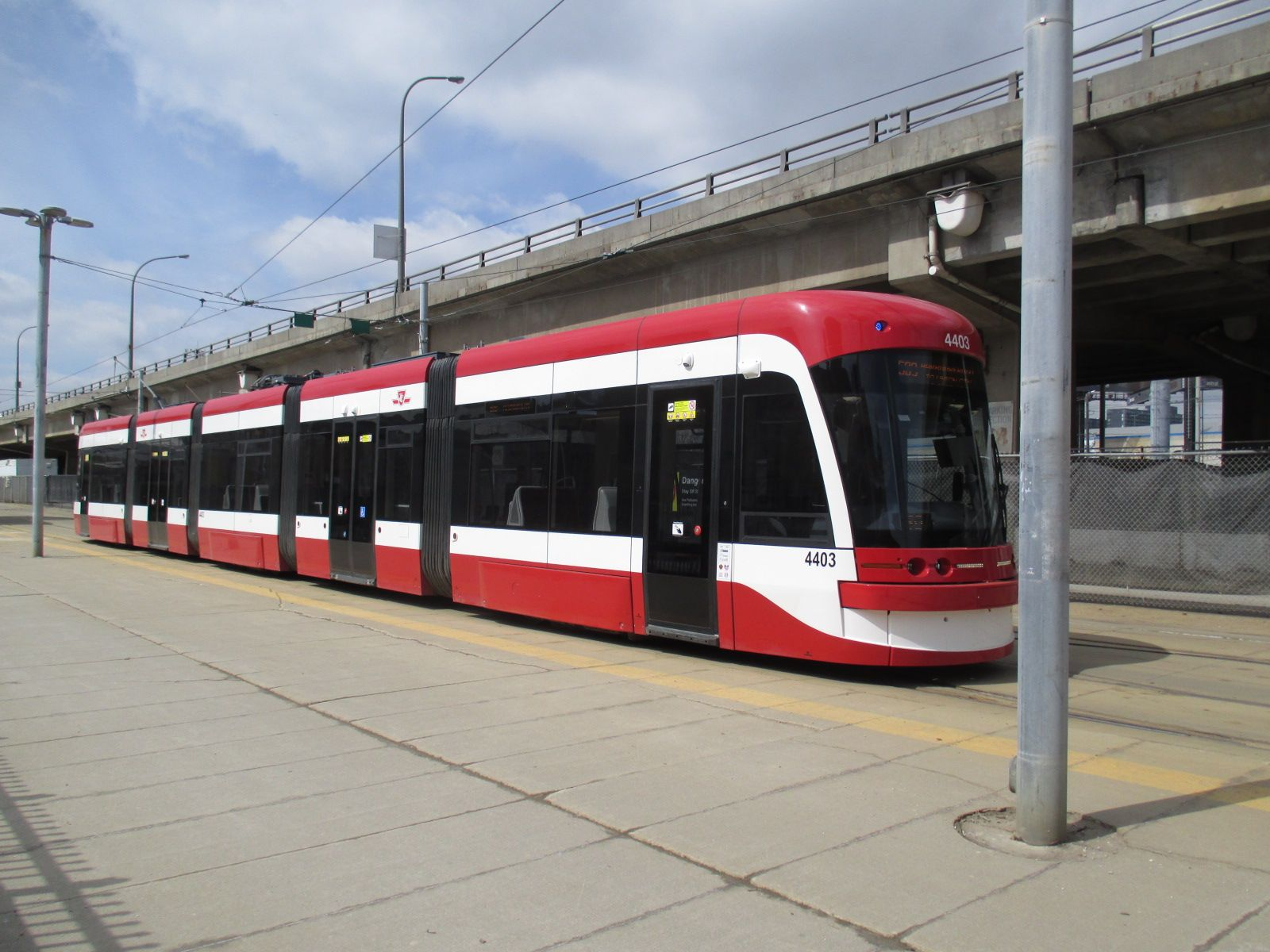
Ein Straßenbahnwagen in Toronto

Das Straßenbahnnetz in Toronto zählt zu den wenigen Verkehrsnetzen, die durchgängig seit Mitte des 19. Jahrhunderts betrieben werden. Das System lässt sich auf das Jahr 1861 zurückdatieren, als der Nahverkehr noch aus Pferdekutschen bestand. Die erste elektrische Straßenbahn nahm ihren Betrieb im Jahr 1892 auf, nachdem ein Stromnetz mit einer Spannung von 600 Volt errichtet worden war. Die Fahrzeuge verkehren hauptsächlich im Bereich der zentralen Innenstadt und erschließt die umliegenden Viertel. Die Länge des Straßenbahnnetzes beträgt 75 Kilometer, die sich überwiegend von Westen nach Osten erstrecken. Da die Fahrzeuge nur für den Einrichtungsbetrieb ausgelegt sind, sind die Streckenenden der einzelnen Linien mit Wendeschleifen ausgestattet.

## Serviceangebote

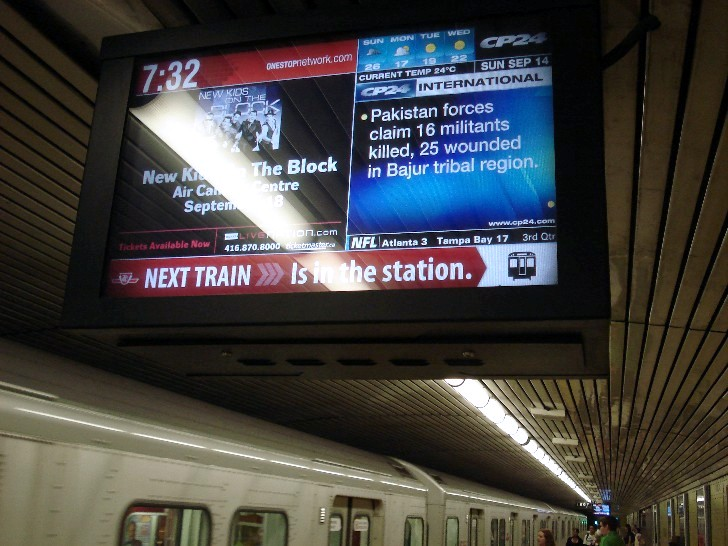
OneStop Flachbildschirm Informationsanzeige in der U-Bahn-Station, Dundas Station

Fahrtrouten und Fahrzeiten können durch die TTC Info Nummer 416-393-INFO erfragt werden. Individuelle Fahrzeiten können auf der Website der TTC eingesehen und zusammengestellt werden. Google Maps unterstützt die TTC seit Oktober 2010. Am 15. Dezember 2008 installierte die TTC an hochfrequentierten Stationen ein neues Fahrgastinformationssystem, das Next Vehicle Information System (NVIS). Das NVIS zeigt den nächsten kommenden Zug an und das Fahrtziel. Die Spadina und Harbourfront Straßenbahnlinien waren die ersten Stationen, die mit diesem System ausgestattet wurden. Des Weiteren wurden auch viele U-Bahn-Stationen mit einem neuen Fahrgastinformationssystem ausgestattet. Die Darstellung in den U-Bahnhöfen erfolgt mit Flachbildschirmen (OneStop media screens), die relevante Informationen über die Wartezeit der nächsten ankommenden Züge der Linien mit Fahrtrichtung anzeigt. Des Weiteren werden auch die Uhrzeit und weitere Informationen den Fahrgästen angezeigt.

## Fahrkarten

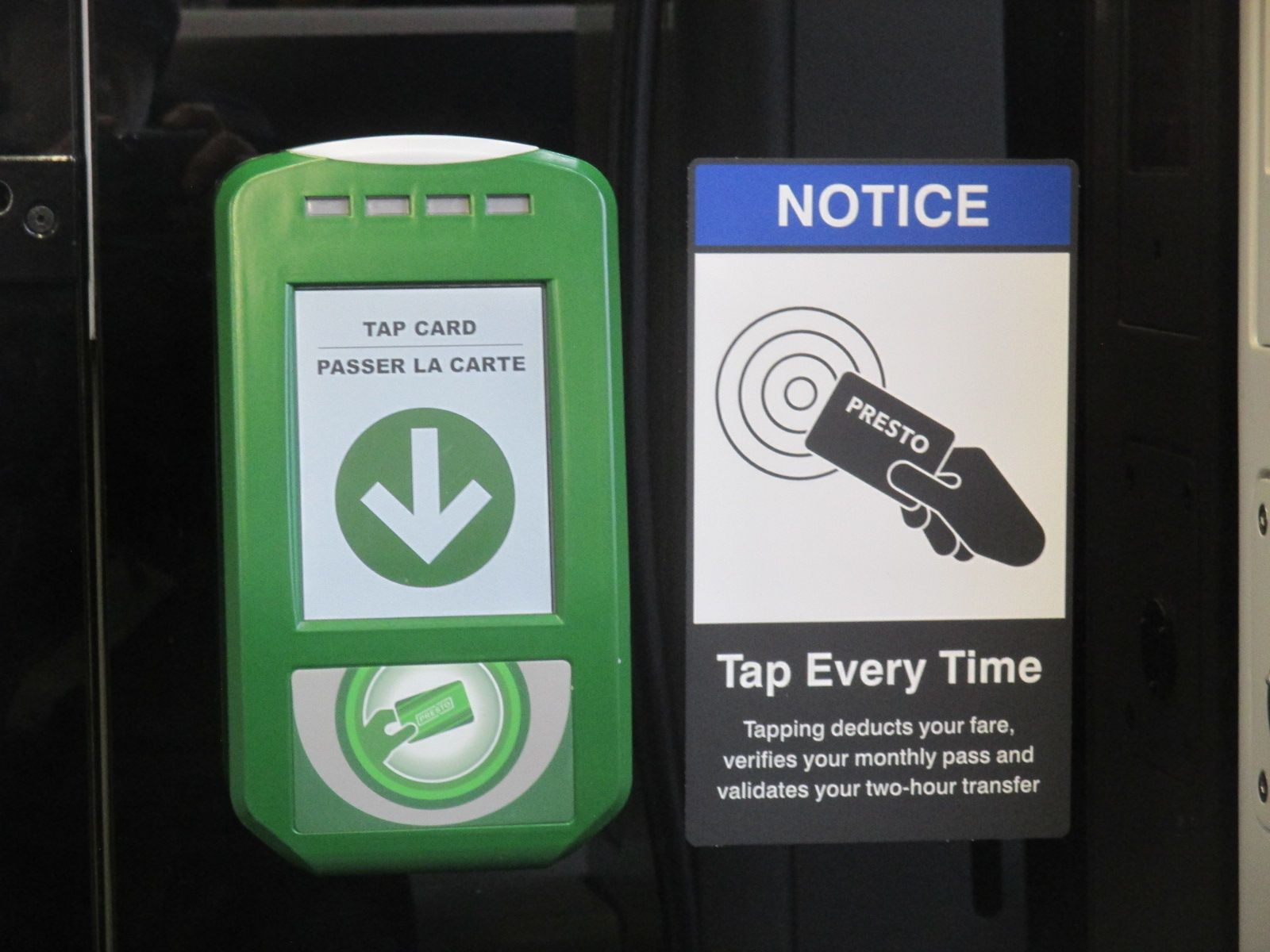
Presto-Lesegerät auf einer Straßenbahn

Man kann den Tarif zahlen mit Presto-Ticket, Presto-Card oder Bargeld.
Presto ist ein elektronisches Tarif-Zahlungssystem, und Presto-Tarifmedien (Presto-Tickets und Presto-Cards) sind elektronische Karten. Beim Einsteigen hält man die Presto-Card oder Presto-Ticket, mit eingebauten RFID-Chip, an ein Lesegerät, wo der Leser die Gültigkeit prüft.
Eine Presto-Card kostet $16 ($6 für die Karte und $10 für Tarife). Presto-Cards haben kein Verfallsdatum. Jede Verwendung der Presto-Card zieht automatisch den Tarif von der Karte ab. So muss man Geld von Zeit zu Zeit an einem Automaten auf die Karte hochladen. Ein monatliches Abonnement ist auf einer Presto-Card erhältlich. Presto-Cards sind auch gültig für viele öffentliche Verkehrsdienste in und um Toronto.
Presto-Tickets sind Wegwerfkarten, die nach der angegebenen Verwendung (1 Reise, 2 Reisen oder Tagespass) verfallen. Sie sind gültig nur für die Verkehrsdienste der TTC in Toronto.
Man kann die Tarife mit Bargeld zahlen. Münzen werden dann in die Fare Box in U-Bahnstationen und Bussen eingeworfen. In Straßenbahnen gibt es Automaten, wo man den Fahrpreis mit Münzen bezahlen kann. Nach Barzahlung muss man eine Quittung (Transfer oder Proof of Payment) erhalten, um sie dem Fahrkartenkontrolleur vorzeigen zu können oder um in ein anderes Fahrzeug umsteigen zu können, ohne einen weiteren Fahrpreis zu bezahlen.
Wenn man mit Presto einen Einzelfahrpreis bezahlt, gilt dieser Fahrpreis für zwei Stunden Fahrt mit erlaubten Zwischenstopps und Rückfahrten. Bei Barzahlung gilt der Fahrpreis jedoch nur für eine einfache Fahrt ohne Zwischenstopps.

## Sicherheitseinrichtungen
Sicherheitsprogramme in öffentlichen Verkehrsmitteln, die von der TTC aufgelegt wurden, umfassen:
- Haltewunsch (beim Busverkehr): Allein fahrende Jugendliche und Frauen können in der Zeit zwischen 21 Uhr abends und 5 Uhr morgens dem Fahrer eine bestimmte Stelle an der Fahrtstrecke mitteilen, wo sie aussteigen möchten. Diese können auch zwischen zwei Haltestellen liegen. Damit sollen alleinfahrenden Jugendlichen und Frauen weitere Fußwege in der Dunkelheit erspart bleiben und somit die subjektive Sicherheit erhöht werden.
- Kameraüberwachung: Insgesamt verfügt die TTC über 12000 Überwachungskameras im U-Bahn- und Straßenbahn-System sowie in den Bussen.
- Toronto EMS Paramedics: Die Toronto EMS-Sanitäter sind in den größeren U-Bahn-Stationen während der morgendlichen und der abendlichen Hauptverkehrszeit in Bereitschaft, um schneller vor Ort zu sein, falls ein medizinischer Notfall eintritt.
- Notfall-Stromunterbrechung in Stationen: sind gekennzeichnet durch eine blaue Farbe und befinden sich an den Enden der jeweiligen U-Bahn-Station, diese verfügen über ein Telefon, mit dem man die TTC-Fahrtkontrolle anrufen kann. Diese Schutzeinrichtung soll den Strom der Stromschiene unterbrechen, falls jemand auf das Gleis fällt.
- Emergency Stopping Mechanism: Über dieses System verfügen alle U-Bahn-Züge der TTC. Dieses dient dem sofortigen Anhalten des Zuges, falls jemand zwischen Zug und Bahnsteigkante gerät oder in der Tür eingeklemmt wird und der Zug dennoch anfahren sollte.